# Navaga
La navaga (Eleginus nawaga) és una espècie de peix pertanyent a la família dels gàdids.
Es troba a l'oceà Àrtic: les mars Blanca, de Barentsz
i de Kara, i des de la badia de Kola fins a la desembocadura del riu Obi.
És un peix d'aigua marina, dolça i salabrosa; demersal; amfídrom i de clima polar (74°N-62°N, 33°E-83°E), el qual viu a les àrees costaneres litorals i de poca fondària plenament adaptat a les condicions ecològiques de l'oceà Àrtic. És comú sobre fons tous i fangosos, a prop del gel, damunt de la plataforma continental i entra als rius viatjant aigües amunt.
Pot arribar a fer 42 cm de llargària. És brunenc al dors (més pàl·lid al ventre) amb petites taques fosques. La línia lateral és contínua fins aproximadament l'origen de la segona aleta dorsal.
Menja principalment crustacis, cucs i, en menor mesura, peixets.
És depredat per la foca de Groenlàndia (Phoca groenlandica).
Les femelles entren a les desembocadures dels rius i dipositen entre 6.000-90.000 ous sobre els fons sorrencs o rocallosos dels canals entre illes, les depressions costaneres i els bancs poc fondos amb forts corrents mareals.
És inofensiu per als humans i la seua esperança de vida és de 12 anys.